# Тунуккай (підрозділ окружного секретаріату)
Підрозділ окружного секретаріату Тунуккай — підрозділ окружного секретаріату округу Муллайтіву, Північна провінція, Шрі-Ланка. Складається з 20 Грама Ніладхарі.